# Russell (Massachusetts)
Russell é uma vila localizada no condado de Hampden no estado estadounidense de Massachusetts. No Censo de 2010 tinha uma população de 1.775 habitantes e uma densidade populacional de 38,61 pessoas por km².

## Geografia
Russell encontra-se localizado nas coordenadas 42° 09′ 40″ N, 72° 51′ 14″ O. Segundo o Departamento do Censo dos Estados Unidos, Russell tem uma superfície total de 45.97 km², da qual 44.87 km² correspondem a terra firme e (2.39%) 1.1 km² é água.

## Demografia
Segundo o censo de 2010, tinha 1.775 pessoas residindo em Russell. A densidade populacional era de 38,61 hab./km². Dos 1.775 habitantes, Russell estava composto pelo 97.69% brancos, o 0.73% eram afroamericanos, o 0.17% eram amerindios, o 0.28% eram asiáticos, o 0% eram insulares do Pacífico, o 0.11% eram de outras raças e o 1.01% pertenciam a duas ou mais raças. Do total da população o 2.59% eram hispanos ou latinos de qualquer raça.